# 島州一
島 州一（しま くにいち、1935年8月26日 - 2018年7月24日）は、日本の芸術家、美術家。
20世紀最大の発明コンピューターの出現による情報社会の到来を予見し、1970年代から情報を批判し、情報処理をメインテーマに自らの作品で、その方法を実践提示し続けた。

## 経歴
1935年8月26日、東京都千代田区麴町に父島眞一、母タイの長男として生まれる。1959年、多摩美術大学絵画科卒業。在学中は絵画より石版に熱中した。
1969年、カルピスの商標である黒人の扮装で画廊に座り、自分自身を作品として出品した。1971年、第10回現代日本美術展（東京都美術館）、芸術生活画廊コンクール展で「月と企業」により各コンクール賞受賞。1972年、第7回ジャパン・アート・フェスティバル（国際芸術見本市）で大賞受賞（東京セントラル美術館、メキシコ、アルゼンチン巡回）「会談」。一方、ポルノ写真を使ったポスター作品が猥褻物として摘発され18日間拘留されるが容疑を否認する。
1973年、第12回サンパウロ・ビエンナーレ 「200個のキャベツ」を出品。1974年、第5回クラコウ国際版画ビエンナーレ（ポーランド）課題部門「人間と現代」で第2席受賞。第9回東京国際版画ビエンナーレ（東京国立近代美術館、京都国立近代美術館）で、「シーツとふとん」により長岡現代美術館賞受賞。1980年から昭和55年度文化庁芸術家在外研修生として欧米に1年留学。1982年、第4回シドニービエンナーレ（オーストラリア）に出品。1985年、第1回和歌山版画ビエンナーレ（和歌山県立近代美術館）優秀賞受賞「CFP  Construction of Finger Prints」。
1987年、自らの表現行為をモドキレーションと命名。
1989年、制作委託による開館記念展「広島・ヒロシマ・HIROSHIMA」を広島市現代美術館で開催。
1991年、作家招聘による公開制作「影の梱包－ピアノ」を町田市立国際版画美術館で実施。1996年、玉川高島屋S・C西館アレーナホールにて油彩画「言語の誕生」で個展を開催。
2005年『武蔵野美術大学研究紀要』に、言語と絵画の構造を同一化させた自らの絵画論『言語の誕生』を寄稿。2011年、島州一展『原寸の美学』を市立小諸高原美術館・白鳥映雪館で開催。2016年、アーティストプロジェクト「島州一 世界の変換と再構築」を埼玉県立近代美術館で開催。
2018年7月24日、急性骨髄性白血病のため死去。

## 家系
- 高祖父の島高麿（高丸、1791-1871）、曾祖父の島南谷（1851-1897）は、信濃飯田藩主堀家に仕えた絵師[13]。
- 祖父の島欽一（盧州、1876-1941）は京都四条派に学び、1904年に上京し、東京銀座に日本初の図案社「島丹誠堂図案社」を開設した[1]。日本画家川合玉堂や版画家斉藤清も働いていたことがある。初代いすゞ自動車社章は欽一のデザインである。ロッテ創業者の重光武雄が終戦後、自転車で菓子のデザインを依頼しにきたこともある。
- 父の眞一（1909-1983）は、東京美術学校図案科を卒業後、島丹誠堂を継いだ。眞一はボートやクレイ射撃を嗜み、タンゴを愛した銀座生まれ銀座育ちのモダンだった[14]。東京美術学校時代の友人に川端実がいる。初代東京銀行の社章は眞一のデザインである。
- 母タイは栃木県安蘇郡氷室村に父関口守一郎、母サクの長女として生まれる。関口家は古くは村の庄屋を務め、守一郎は19代氷室村の村長でもあった。タイは眞一と結婚後精神を病み、生涯の多くを病院で過ごした。州一は幼少期より母親の病気のトラウマに苦しみながら、母親への愛を生涯持ち続けていた。しかし美術を芸術することで、その不安から免れたと云っていた。

## 主な作品
- 写真製版を使った立体映像作品（立体映像は島の造語）

「月と企業」（パーフェクト リバティー教団（PL教団）蔵）
「会談」（アルゼンチン国立美術館蔵）
「200個のキャベツ」（サンパウロ近代美術館蔵）
「シーツとふとん」（東京都現代美術館蔵、新潟県立近代美術館寄託）
- FINGER PRINT

粘土につけた指の痕跡をフロッタージュすることで、行為を平面に移し変える手法。
「FINGER PRINTの壁」
「CFP」（和歌山県立近代美術館蔵）
「CFP22」（栃木県立美術館蔵）
「CFP38」（北海道立帯広美術館蔵）
「CFP43」（埼玉県立近代美術館蔵）
「CFP45」（町田市立国際版画美術館蔵）

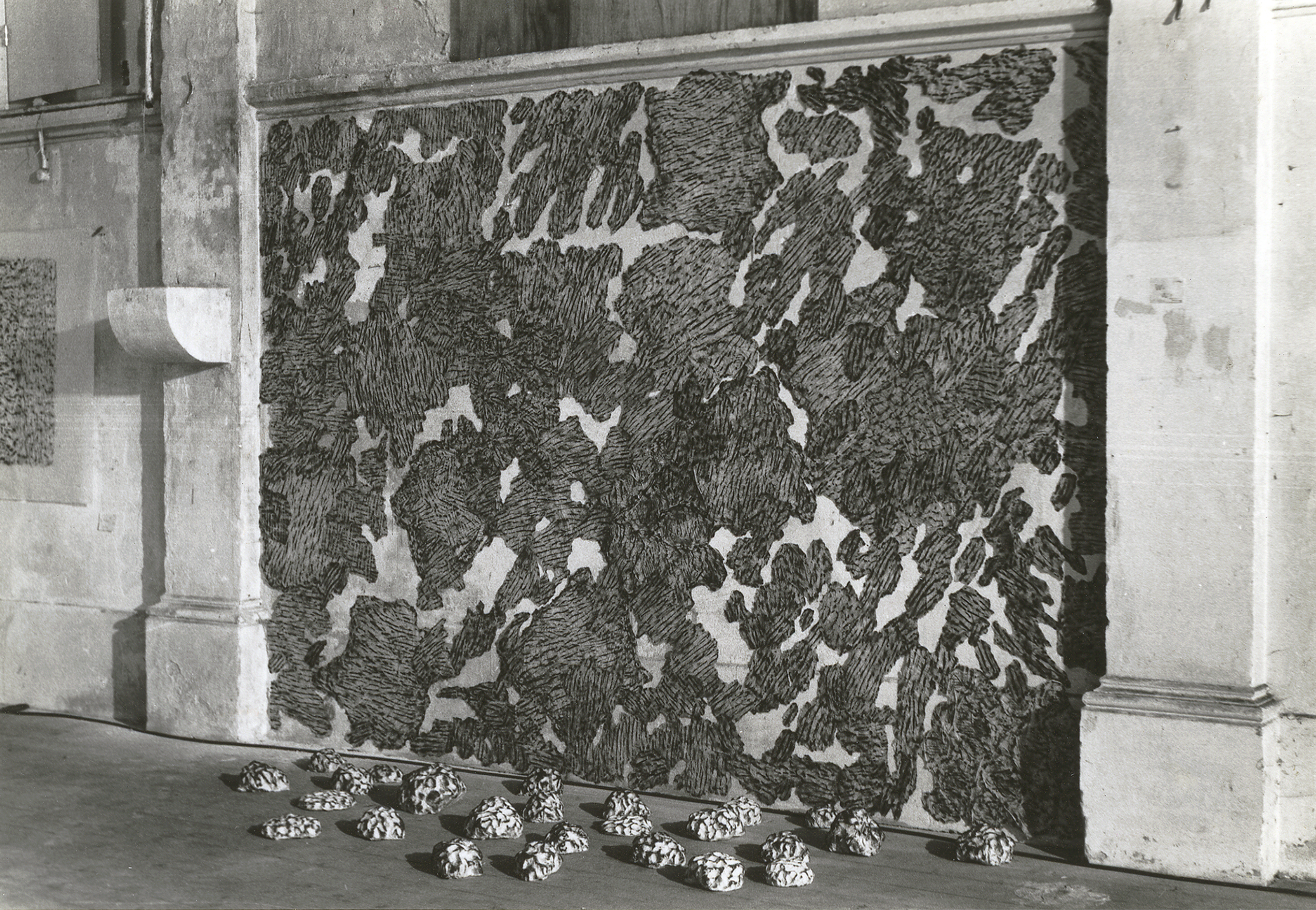
島州一《Finger Print》1981年　オランダ、アムステルダムの教会にて

- ファイル:Kobayashi_198701.jpg
- ファイル:Kobayashi_198702.jpg

- DRUM PAINTING[18][19]

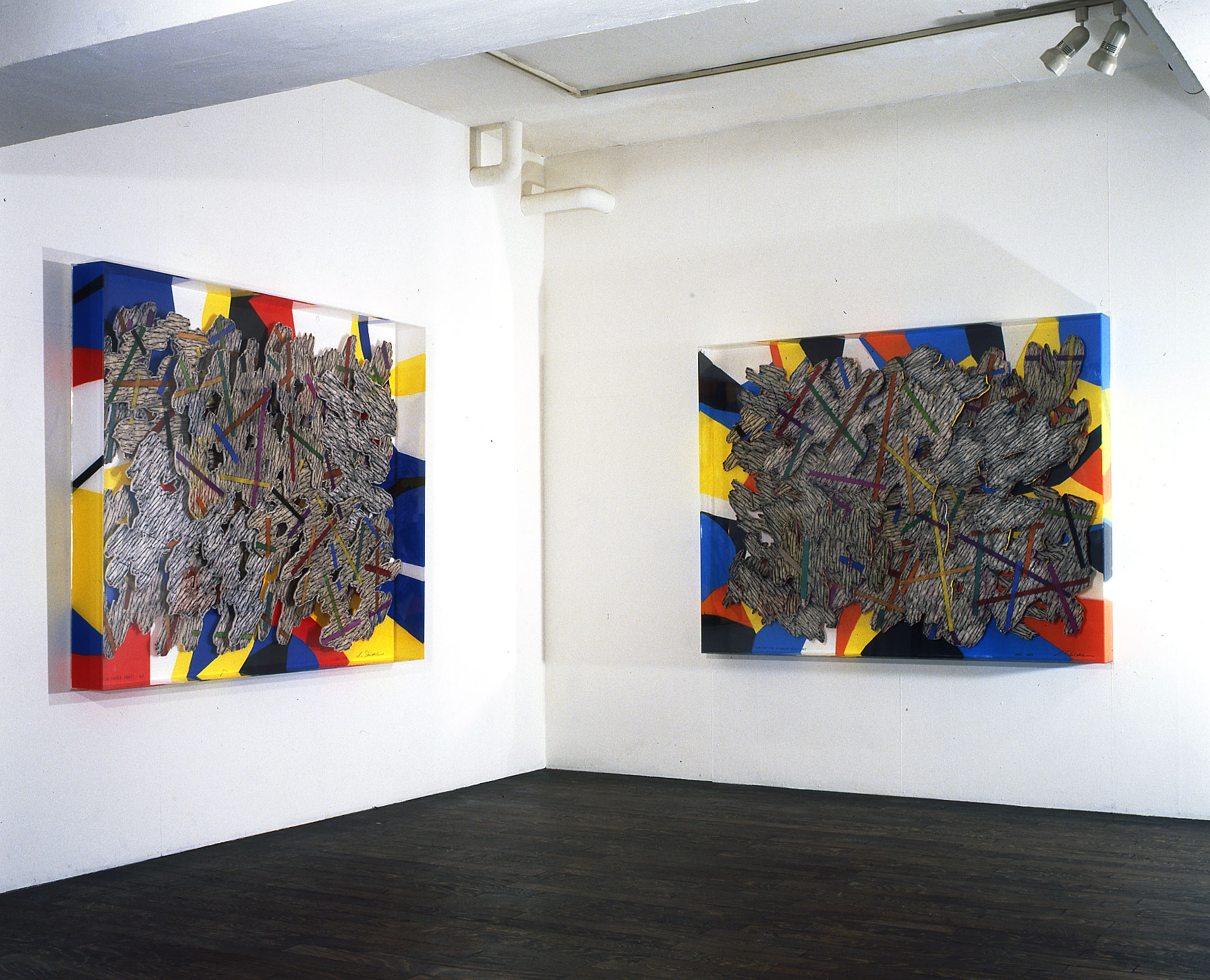
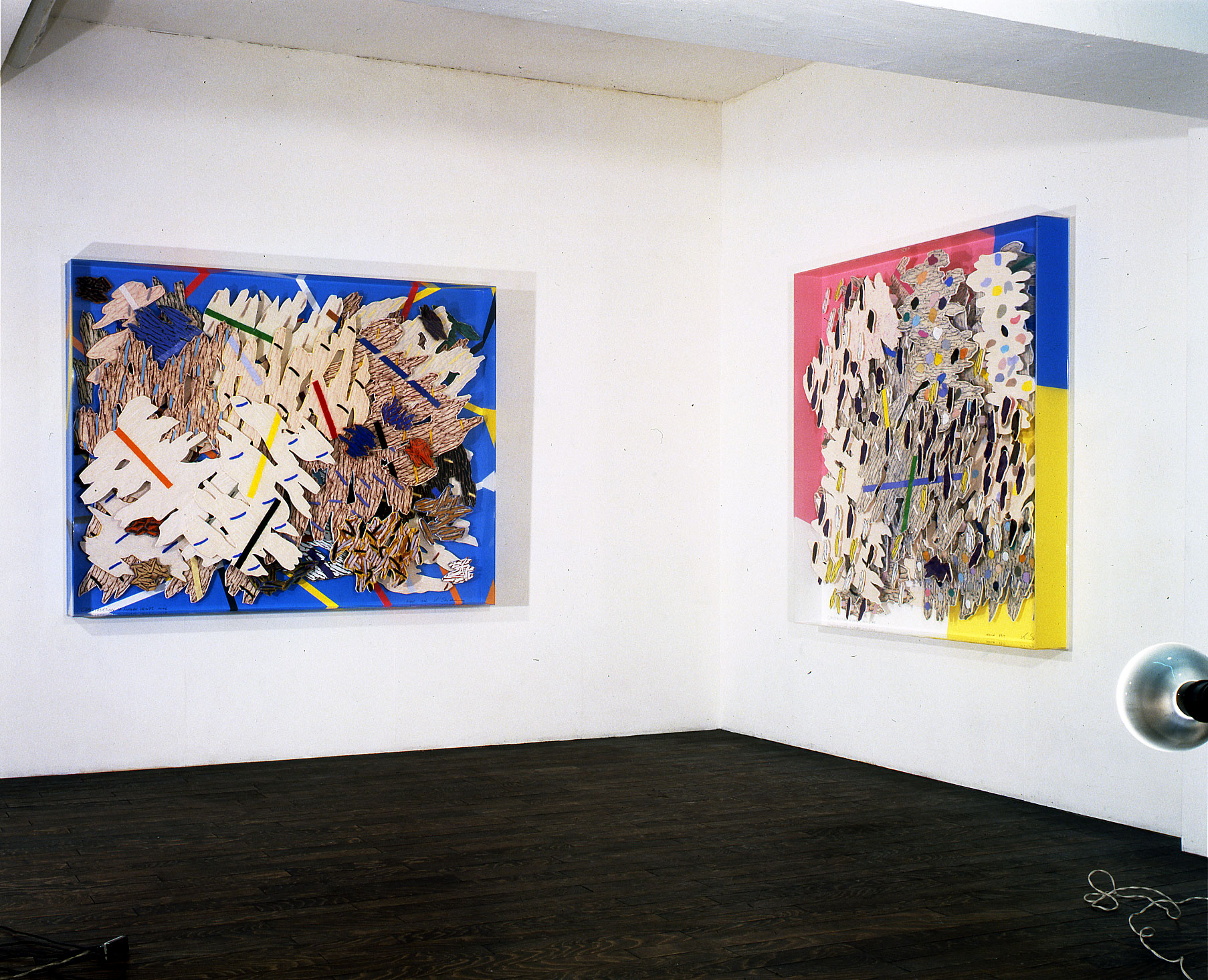

DRUM（筒）に叩きつけた筆跡を平面に戻した油彩画、版画。
- 言語の誕生

言語と絵画の構造を同一化させた自らの絵画論による油彩画。
- トレース

「触覚的遠近法」は、対象物をなぞってトレースしていく島州一独自の遠近法。

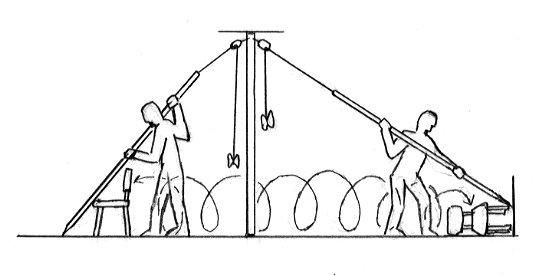
触覚的遠近法にてトレースの図　2011年　作図:島州一

島曰く「従来の写生の仕方は、先ず画家の前に紙があり、その向こうにモチーフがあるという関係図に対し、私の図法は、私の前にモチーフがあり、その向こうに紙がある。実際に描くには、私の前にあるモチーフに触れながら、その輪郭を向こう側にある紙上に描いていく。私の図法の特長は、従来の描くべき紙と、描かれるべきモチーフと、私の位置関係が逆転しているところにある。その理由は、私がモチーフを描く時に、単に見るだけでなく、触りながら私を確認していくところに意味がある」という。
- 平面オブジェ（州一の造語）

「TRACE HIROSHIMA 1988 」（広島市現代美術館蔵）
「TRACE24-9-3」「TRACE24-9-4」「TRACE24-9-8」（青梅市立美術館蔵）
版画 「trace24-9-1~9」（青梅市立美術館蔵、新潟市美術館蔵）
「trace 20-A B C」（徳島県立近代美術館蔵）
立体「影の梱包ーピアノ」（町田市立国際版画美術館蔵）
- Tracing-Shirt[22]

浅間山を自ら着ているシャツに見立ててトレースした水彩画。終の住処となる長野県東御市のパノラマ風景に触発されたライフワーク。

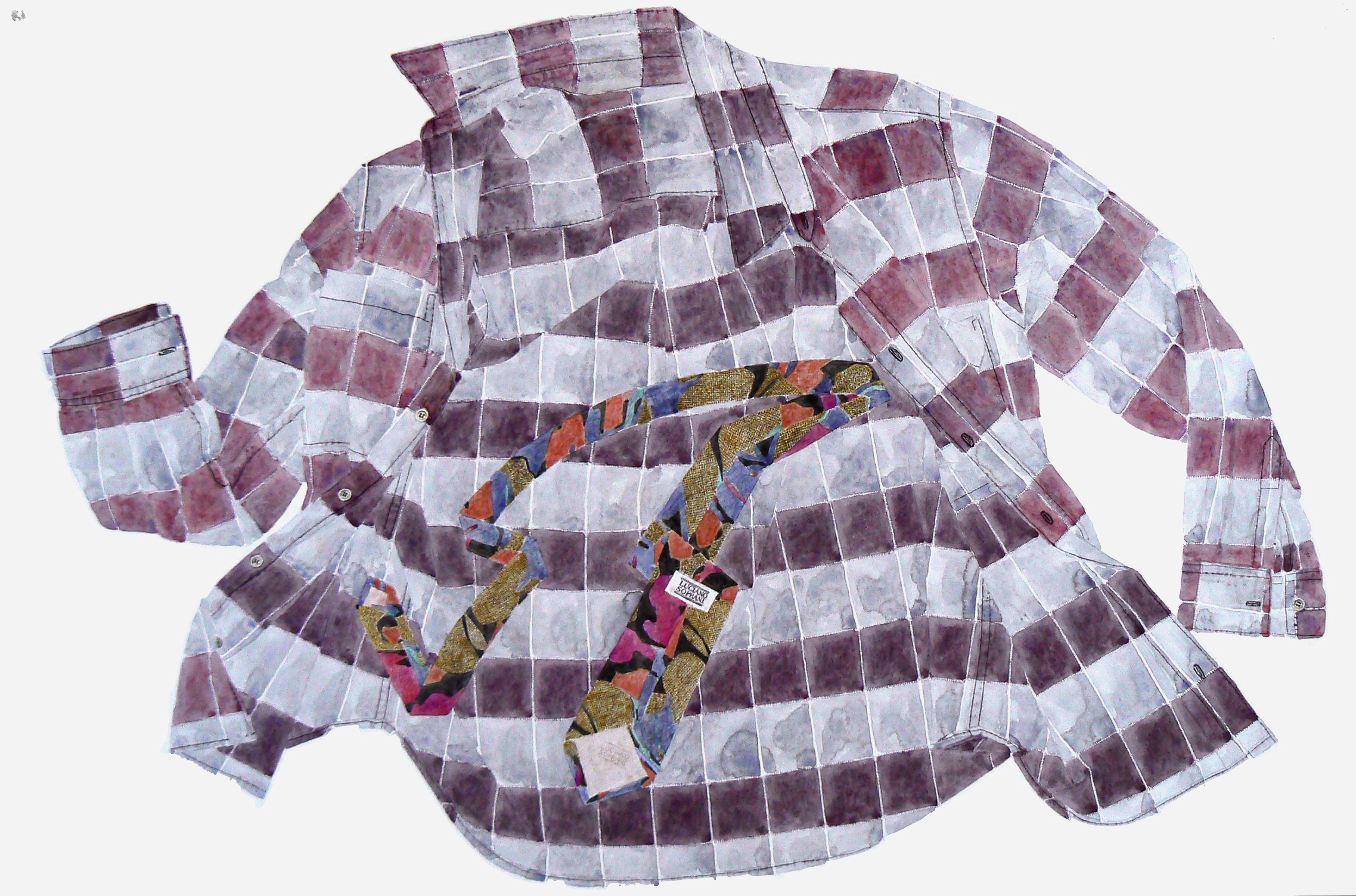
島州一《Tracing-Shirt 70》2009年　水彩画　803×1205㎜ 撮影島州一

「Tracing-Shirt 131、Tracing-Shirt 133」（佐久市立近代美術館蔵）

## 書籍
- 『島州一オリジナル版画集 女の部屋』シロタ画廊出版、1975年
- 『島州一作品集1970-1977」現代創美社出版、1978年